# آکیرا ایتو
آکیرا ایتو (ژاپنی: 伊藤 彰؛ زادهٔ ۱۹ سپتامبر ۱۹۷۲) یک بازیکن فوتبال اهل ژاپن است.
از باشگاه‌هایی که در آن بازی کرده‌است می‌توان به باشگاه فوتبال کاوازاکی فرونتال، اشگاه فوتبال اومیا آردیجا، باشگاه فوتبال ساگان توسو و باشگاه فوتبال توکوشیما ورتیس اشاره کرد.
آکیرا ایتو در تیم‌هایی همچون اشگاه فوتبال اومیا آردیجا و باشگاه فوتبال ونتفورت کوفو مربی‌گری کرده‌است.